# Verivery
I Verivery (베리베리?; abbreviato VRVR) sono un gruppo musicale sudcoreano formatosi nel 2018 sotto la Jellyfish Entertainment. Il gruppo ha debuttato il 9 gennaio 2019 con l'EP Veri-Us.

## Formazione
- Dongheon (동헌)
- Hoyoung (호영)
- Minchan (민찬)
- Gyehyeon (계현)
- Yeonho (연호)
- Yongseung (용승)
- Kangmin (강민)

## Discografia

### Album in studio
- 2022 – Series 'O' Round 3: Whole

### EP
- 2019 – Veri-Us
- 2019 – Veri-Able
- 2020 – Face Me
- 2020 – Face You
- 2020 – Face Us
- 2021 – Series 'O' Round 1: Hall
- 2021 – Series 'O' Round 2: Hole

### Singoli
- 2019 – Veri-chill
- 2020 – G.B.T.B.

### Colonne sonore
- 2019 – My Beauty (per Extraordinary You)
- 2020 – With Us (per Itaewon Class)

## Filmografia

### Video musicali
- 2018 – Super Special
- 2019 – Ring Ring Ring
- 2019 – From Now
- 2019 – Tag Tag Tag
- 2020 – Lay Back
- 2020 – Thunder
- 2020 – G.B.T.B.
- 2020 – So Gravity
- 2021 – Get Away

### Reality show
- Now Verivery: Real Road Movie (지금부터베리베리해) (Mnet, 2018)